# Elk Mound (condado de Dunn, Wisconsin)
Elk Mound es un pueblo ubicado en el condado de Dunn en el estado estadounidense de Wisconsin. En el Censo de 2010 tenía una población de 1.792 habitantes y una densidad poblacional de 20,55 personas por km².

## Geografía
Elk Mound se encuentra ubicado en las coordenadas 44°54′19″N 91°42′38″O / 44.90528, -91.71056. Según la Oficina del Censo de los Estados Unidos, Elk Mound tiene una superficie total de 87.21 km², de la cual 87.11 km² corresponden a tierra firme y (0.12%) 0.1 km² es agua.

## Demografía
Según el censo de 2010, había 1.792 personas residiendo en Elk Mound. La densidad de población era de 20,55 hab./km². De los 1.792 habitantes, Elk Mound estaba compuesto por el 96.21% blancos, el 0.17% eran afroamericanos, el 0.11% eran amerindios, el 3.01% eran asiáticos, el 0% eran isleños del Pacífico, el 0.06% eran de otras razas y el 0.45% pertenecían a dos o más razas. Del total de la población el 1.45% eran hispanos o latinos de cualquier raza.